# William Borah

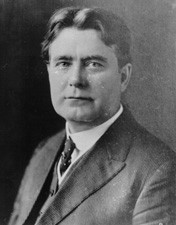
William Borah

William Edgar Borah (* 29. Juni 1865 in Fairfield, Wayne County, Illinois; † 19. Januar 1940 in Washington, D.C.) war ein US-amerikanischer Politiker der Republikanischen Partei. Von 1907 bis zu seinem Tod saß er für den US-Bundesstaat Idaho im US-Senat.

## Frühe Jahre
Als Sohn von Elizabeth und William Nathan Borah wurde er in Fairfield geboren. In seiner Kindheit besuchte er die Schulen des Wayne County. Nachdem eine Zeichnung von H. T. Webster, einem bekannten Karikaturisten, veröffentlicht wurde, hatte Borah den Wunsch, bei der Eisenbahn zu arbeiten. Dieser Wunsch erfüllte sich allerdings nicht. Stattdessen besuchte er ab 1885 die University of Kansas und studierte Jura. Sein erstes Jahr verpasste er allerdings aufgrund einer Tuberkulose. Bereits im Jahr 1887 schloss er sein Studium ab und wurde im September des Jahres als Rechtsanwalt zugelassen.

## Karriere
Zunächst war Borah als Rechtsanwalt in Lyons im Bundesstaat Kansas tätig. 1890 zog es ihn allerdings weiter nach Seattle. Auch in Seattle blieb er nicht lange, schließlich ließ er sich in dem jungen Bundesstaat Idaho nieder, genauer in der Hauptstadt Boise. Dort stieg er schnell zu einem der prominentesten Anwälte des Bundesstaates auf.
1902 trat Borah erstmals politisch in Erscheinung, als er erstmals für einen Sitz im US-Senat kandidierte. Er konnte sich allerdings nicht gegen Weldon B. Heyburn durchsetzen. Im Jahr 1907, kurz vor seiner Wahl in den Senat, war Borah als Staatsanwalt tätig.

## Ehe und Familie
1895 heiratete Borah Mary McConnell, die Tochter von Gouverneur William J. McConnell. Die Ehe blieb kinderlos. Während seiner Amtszeit als Senator hatte Borah eine außereheliche Beziehung mit Alice Roosevelt Longsworth, der ältesten Tochter von US-Präsident Theodore Roosevelt. Gemeinsam hatten beide die Tochter Paulina (1925–1957), die Alexander McCormick Sturm, den Mitbegründer von Sturm, Ruger & Co., heiratete. Paulina starb 1957 an einer Überdosis Schlaftabletten.

## Amtszeit als Senator
Am 15. Januar 1907 wurde Borah von der Idaho Legislature erstmals in den US-Senat gewählt. 1912 wurde er von der Legislature wieder gewählt. In den Jahren 1918, 1924, 1930 und 1936 wurde er, nachdem die Volkswahl für die Senatoren eingeführt wurde, vom Volk wieder gewählt. Bis heute ist er das Mitglied des Kongresses aus Idaho mit der längsten Amtszeit.
In den Jahren 1908 bis 1912 war er Mitglied des Republican National Committee. 1912 war er Delegierter seiner Partei bei der Republican National Convention. Als Senator vertrat Borah weniger Parteiinteressen als ihm genehme politische Grundsätze, aus diesem Grund wurde er von seiner Partei gerne als Der große Feind bezeichnet. Weiter war er an der Schaffung von Allianzen interessiert und vertrat den Standpunkt der Trennung der liberalen amerikanischen Politik und der europäischen Großmachtpolitik.
Im Jahr 1919 kam es zu Unstimmigkeiten zwischen den Senatoren Henry Cabot Lodge senior, Hiram Johnson und Borah und US-Präsident Woodrow Wilson über die Ratifizierung des Friedensvertrages von Versailles sowie den Beitritt der USA zum Völkerbund. Die Senatoren verhinderten letztlich erfolgreich die Ratifizierung und den Beitritt der USA zum Völkerbund.
In den Jahren 1925 bis 1933 war Borah dann Vorsitzender des Committee on Foreign Relations. Als Ausschussvorsitzender vertrat er pro-sowjetische Standpunkte. Ebenso war er Fürsprecher für die Aufnahme von diplomatischen Beziehungen mit Moskau. Borah war weiterhin maßgeblich an der Schaffung des United States Departement of Labor sowie dem United States Childrens Bureau beteiligt.
Politisch war Borah dem progressiven Flügel seiner Partei zuzurechnen. Im Jahr 1936 war Borah einer der Kandidaten für die Präsidentschaft der Republikanischen Partei. Er konnte sich allerdings nur in Wisconsin die Mehrheit der Delegierten sichern, nicht genug, um nominiert zu werden.

## Letzte Jahre und Tod
In seinen letzten Jahren war Borah äußerst beliebt bei den Wählern in Idaho. Am 19. Januar 1940 verstarb Borah an einer Intrazerebralen Blutung in seinem Haus in der Bundeshauptstadt. Vom Senat wurde er mit einem Staatsakt geehrt. Er ist auf dem Morris Hill Cemetery in Boise begraben.

## Posthumes Wirken
Mehrere Schulen und Straßen wurden nach Borah benannt. Borah Peak, der höchste Berg in Idaho, wurde noch zu Lebzeiten nach ihm benannt.